# José Antonio de Cervera Cardona
José Antonio de Cervera Cardona (Montilla (Còrdova), 1858 - Dénia, 1926) fou un polític valencià, president de la Diputació d'Alacant durant la restauració borbònica.
Nascut a Andalusia, els seus pares eren de Dénia, on va passar la seva infantesa. Es va llicenciar en dret a la Universitat de València i es va doctorar a la Universitat de Madrid. Després va tornar a Dénia, on va obrir un bufet d'advocats, fou secretari de l'ajuntament de 1878 a 1881 i de 1884 a 1886 i va exercir de representant de l'empresa britànica importadora de fruita "F. Kaibel & Compañía". També va col·laborar als diaris locals El Porvenir i El Eco de la Marina. Políticament arribà a ser el cap del Partit Conservador a Dénia, amb el que fou escollit diputat provincial pel districte Dénia-Callosa d'en Sarrià des de 1886. Fou president de la diputació d'Alacant tres cops: en 1899-1901, 1903-1905 i 1907-1909.

## Obres
- Origen de las reservas pontificias (1879)